# إيديتي فرنانديز
إيديتي كريستيانا فرنانديز (من مواليد 10 أكتوبر 1979) هي لاعبة كرة قدم برتغالية سابقة لعبت مؤخرًا مع نادي بنفيكا لكرة القدم في البطولة الوطنية لكرة القدم النسائية. هي قائدة سابقة لمنتخب البرتغال لكرة القدم للسيدات، وسجلت رقما قياسيا وطنيا ب39 هدفا في 132 مباراة دولية لعبتها بين عامي 1997 و2016.

## مسيرتها الكروية
بدأت إيديتي مسيرتها المهنية مع نادي بوافيستا المحلي، قبل أن تنتقل إلى فريق 1° ديزيمبرو في لشبونة في سن 19. فازت بتسعة ألقاب في الدوري البرتغالي وثلاثة كؤوس برتغالية في الناديين قبل أن تنتقل إلى الخارج لتلعب في الصين وإسبانيا.
في أغسطس 2002، كانت إيديتي هي أفضل لاعبة في المباراة حيث فازت بكين تشينغجيان على شنغهاي إس في إيه بركلات الترجيح في نهائي الدوري الصيني الممتاز للسيدات.
لعبت لعدة أندية في إسبانيا، وانضمت إلى نادي أرسنال للسيدات للتدريب قبل الموسم لكنها لم توقع عقدًا دائمًا مع النادي. لعبت أيضًا في الدوري النرويجي للسيدات مع دون خلال عام 2010
انتقلت إيديتي من براغا إلى نادي ينفيكا في يوليو 2018. في أبريل 2021، أعلنت إيديتي البالغة من العمر 41 سنة رحيلها عن نادي بنفيكا واعتزالها كرة القدم.

## مسيرتها الدولية
ظهرت إيديتي لأول مرة مع منتخب البرتغال في مباراة ودية ضد بلجيكا في كانتانهيد في في نوفمبر 2011 لعبت مباراتها رقم 100 مع المنتخب الوطني، وسجلت 31 هدفًا. في مارس 2016، تعادلت مع لويس فيجو الذي خاض 129 مباراة دولية مع منتخب الرجال.

## الأهداف الدولية
أهداف البرتغال مدرجة أولاً.
| #.  | التاريخ        | المكان                             | الخصم           | الهدف | النتيجة     | المسابقة                               |
| --- | -------------- | ---------------------------------- | --------------- | ----- | ----------- | -------------------------------------- |
| 1.  | 15 مارس 2001   | ألبوفيرا، البرتغال                 | كندا            | 1–1   | 1–2         | كأس الغارفي 2001                       |
| 2.  | 18 مارس 2003   | قورطيرة، البرتغال                  | جمهورية أيرلندا | 2–2   | 3–2         | كأس الغارفي 2003                       |
| 3.  | 1 نوفمبر 2005  | ألكوشيتشي، البرتغال                | السويد          | 1–3   | 1–4         | تصفيات كأس العالم للسيدات 2007 ‏        |
| 4.  | 7 مايو 2006    | تريليبورج، السويد                  | السويد          | 1–1   | 1–5         | تصفيات كأس العالم للسيدات 2007 ‏        |
| 5.  | 27 أكتوبر 2007 | فيبورغ، الدنمارك                   | الدنمارك        | 1–1   | 1–5         | تصفيات بطولة أمم أوروبا للسيدات 2009   |
| 6.  | 5 مارس 2008    | فارو، البرتغال                     | جمهورية أيرلندا | 1–0   | 2–0         | كأس الغارفي 2008                       |
| 7.  | 7 مارس 2008    | فارو، البرتغال                     | بولندا          | 2–1   | 3–1         | كأس الغارفي 2008                       |
| 8.  | 12 مارس 2008   | ألبوفيرا، البرتغال                 | الصين           | 1–1   | 1–1 (5–4 ر) | كأس الغارفي 2008                       |
| 9.  | 3 مايو 2008    | بوفوا دي فارزيم، البرتغال          | إسكتلندا        | 1–4   | 1–4         | تصفيات بطولة أمم أوروبا للسيدات 2009   |
| 10. | 27 سبتمبر 2008 | تشرنيغوف، أوكرانيا                 | أوكرانيا        | 1–1   | 1–1         | تصفيات بطولة أمم أوروبا للسيدات 2009   |
| 11. | 4 مارس 2009    | ألبوفيرا، البرتغال                 | بولندا          | 2–1   | 2–1         | كأس الغارفي 2009                       |
| 12. | 6 مارس 2009    | ألبوفيرا، البرتغال                 | ويلز            | 1–0   | 2–1         | كأس الغارفي 2009                       |
| 13. | 21 نوفمبر 2009 | نوفا جوريتسا، سلوفينيا             | سلوفينيا        | 4–0   | 4–0         | تصفيات كأس العالم للسيدات 2011 ‏        |
| 14. | 24 فبراير 2010 | بارشال، البرتغال                   | جزر فارو        | 3–0   | 5–0         | كأس الغارفي 2010                       |
| 15. | 24 فبراير 2010 | بارشال، البرتغال                   | جزر فارو        | 4–0   | 5–0         | كأس الغارفي 2010                       |
| 16. | 24 فبراير 2010 | بارشال، البرتغال                   | جزر فارو        | 5–0   | 5–0         | كأس الغارفي 2010                       |
| 17. | 31 مارس 2010   | توشا، البرتغال                     | أرمينيا         | 1–0   | 7–0         | تصفيات كأس العالم للسيدات 2011         |
| 18. | 31 مارس 2010   | توشا، البرتغال                     | أرمينيا         | 6–0   | 7–0         | تصفيات كأس العالم للسيدات 2011         |
| 19. | 31 مارس 2010   | توشا، البرتغال                     | أرمينيا         | 7–0   | 7–0         | تصفيات كأس العالم للسيدات 2011         |
| 20. | 19 يونيو 2010  | فانتا، فنلندا                      | فنلندا          | 1–0   | 1–4         | تصفيات كأس العالم للسيدات 2011         |
| 21. | 2 مارس 2011    | فيلا ريال دي سان أنطونيو، البرتغال | ويلز            | 2–0   | 3–1         | كأس الغارفي 2011                       |
| 22. | 7 مارس 2011    | بارشال، البرتغال                   | رومانيا         | 1–0   | 1–1         | كأس الغارفي 2011                       |
| 23. | 9 مارس 2011    | لولي (مدينة)، البرتغال             | فنلندا          | 1–0   | 2–1         | كأس الغارفي 2011                       |
| 24. | 17 سبتمبر 2011 | يريفان، أرمينيا                    | أرمينيا         | 3–0   | 8–0         | تصفيات بطولة أمم أوروبا للسيدات 2013   |
| 25. | 17 سبتمبر 2011 | يريفان، أرمينيا                    | أرمينيا         | 4–0   | 8–0         | تصفيات بطولة أمم أوروبا للسيدات 2013   |
| 26. | 16 ديسمبر 2012 | ساو باولو، البرازيل                | المكسيك         | 1–0   | 1–0         | بطولة كرة القدم النسائية الدولية 2012 ‏ |
| 27. | 6 مارس 2013    | فيلا ريال دي سان أنطونيو، البرتغال | ويلز            | 1–0   | 2–0         | كأس الغارفي 2013                       |
| 28. | 6 مارس 2013    | فيلا ريال دي سان أنطونيو، البرتغال | ويلز            | 2–0   | 2–0         | كأس الغارفي 2013                       |
| 29. | 26 سبتمبر 2013 | فيلي، اليونان                      | اليونان         | 4–1   | 5–1         | تصفيات كأس العالم للسيدات 2015 ‏        |
| 30. | 26 نوفمبر 2015 | إشتوريل، البرتغال                  | الجبل الأسود    | 6–1   | 6–1         | تصفيات بطولة أمم أوروبا للسيدات 2011 ‏  |
| 31. | 3 يونيو 2016   | بتروفاتس، الجبل الأسود             | الجبل الأسود    | 1–0   | 3–0         | تصفيات بطولة أمم أوروبا للسيدات 2011 ‏  |
| 32. | 3 يونيو 2016   | بتروفاتس، الجبل الأسود             | الجبل الأسود    | 2–0   | 3–0         | تصفيات بطولة أمم أوروبا للسيدات 2011 ‏  |
| 33. | 3 يونيو 2016   | بتروفاتس، الجبل الأسود             | الجبل الأسود    | 3–0   | 3–0         | تصفيات بطولة أمم أوروبا للسيدات 2011 ‏  |